# Standschütze Hellriegel M1915
Lo Standschütze Hellriegel M1915 fu un mitra progettato nel 1915 nell'Impero austro-ungarico; l'Hellriegel era alimentato con un caricatore a nastro tedesco, sparava pallottole da 9 mm ed era raffreddato ad acqua.

## Descrizione

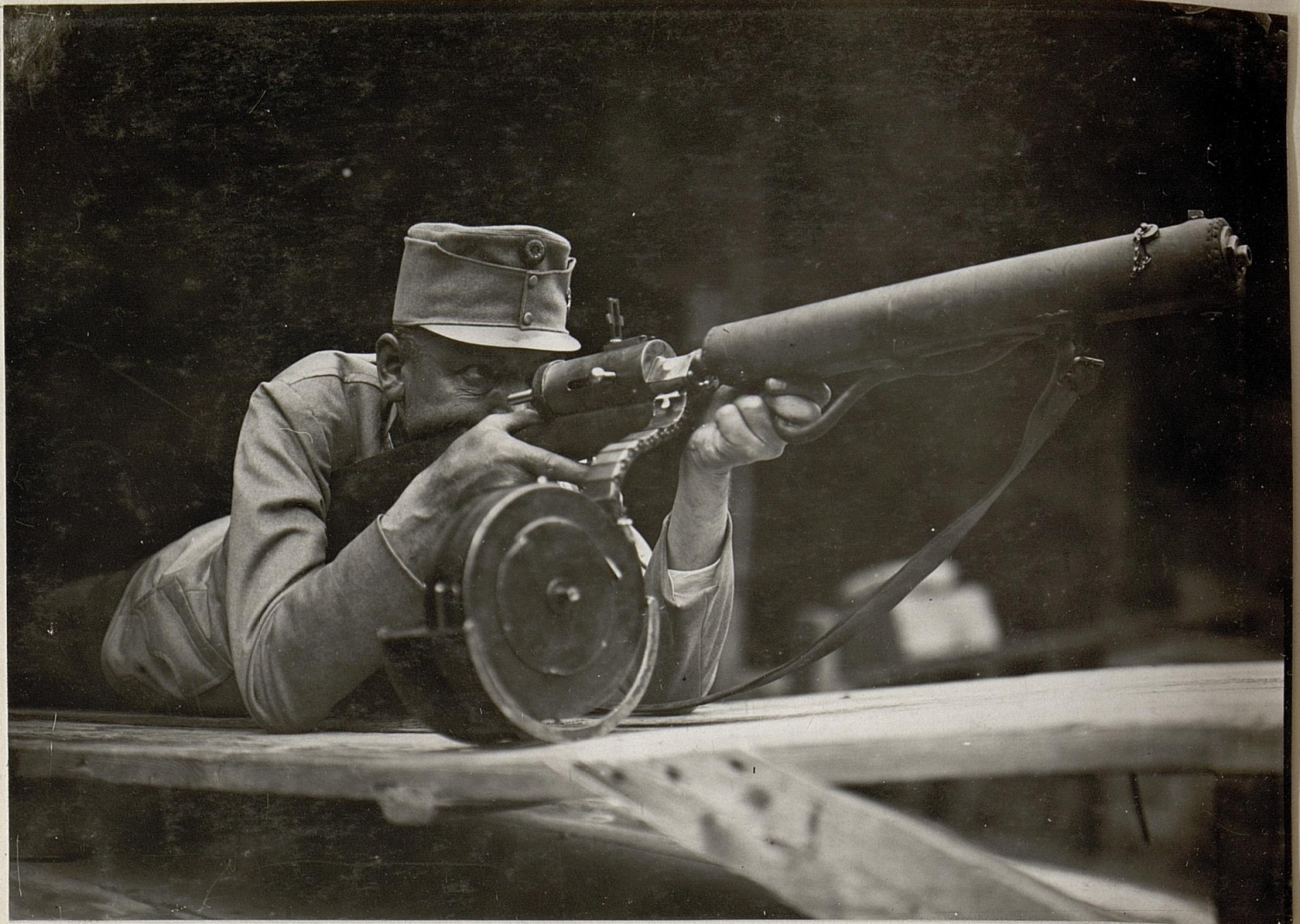
L'Hellriegel fu testato nell'ottobre del 1915

L'arma combinava l'uso di munizioni per pistola con la potenza di fuoco di una mitragliatrice, per questo è considerata come una pistola mitragliatrice. Secondo l'archivio austriaco, il nome completo dell'arma sarebbe Standschützen Hellriegel perché è stato progettato per gli Standschützen, la forza di riserva incaricata di difendere gli stati austriaci del Tirolo e Vorarlberg.

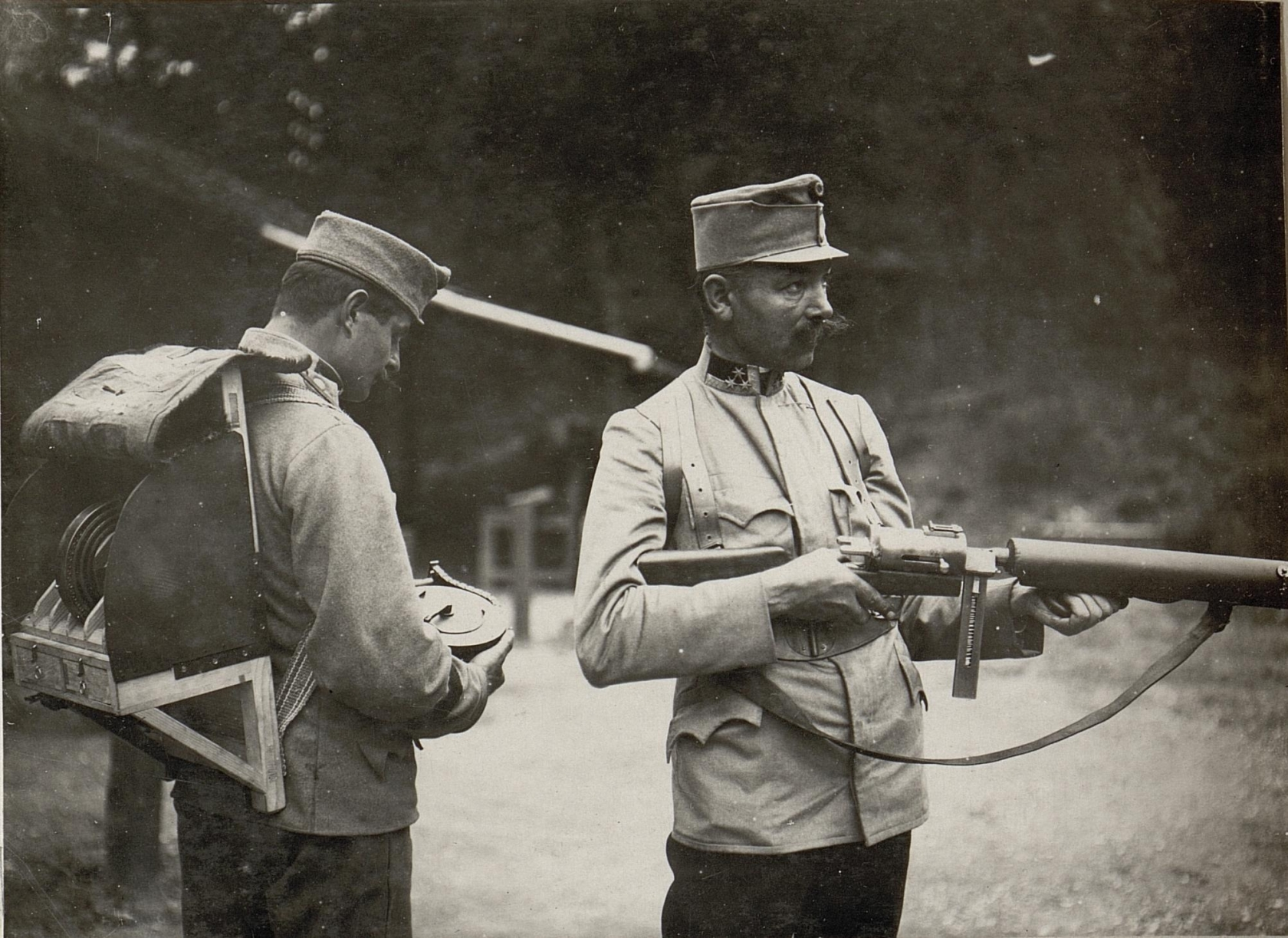
Un soldato studia il corpo del Hellriegel mentre un altro studia il caricatore

L'Hellriegel utilizzava munizioni di pistola a 9 mm. I proiettili potevano essere utilizzati con 2 tipi di caricatori: uno classico con capacità di 20-30 proiettili e un altro a tamburo con capacità fino a 160 proiettili.
Non c'è stato tempo di utilizzarlo in battaglia poiché la produzione di massa non fu raggiunta. Non è chiaro se il motivo era l'eccessivo costo di produzione per una nuova arma o i test che sono stati effettuati non erano soddisfacenti.
Sembra che quest'arma prenda nome da un certo signor Hellriegel.

## Nella cultura di massa
Lo Standschütze Hellriegel M1915 compare nello sparatutto in prima persona Battlefield 1 sviluppato dalla DICE e pubblicato da EA.